# 富川運送
有限会社富川運送（とみかわうんそう）は、長崎県長崎市高島町（旧西彼杵郡高島町）に本社を置くバス事業者である。
長崎市から、長崎市コミュニティバス高島線の運行を受託している。

## 沿革

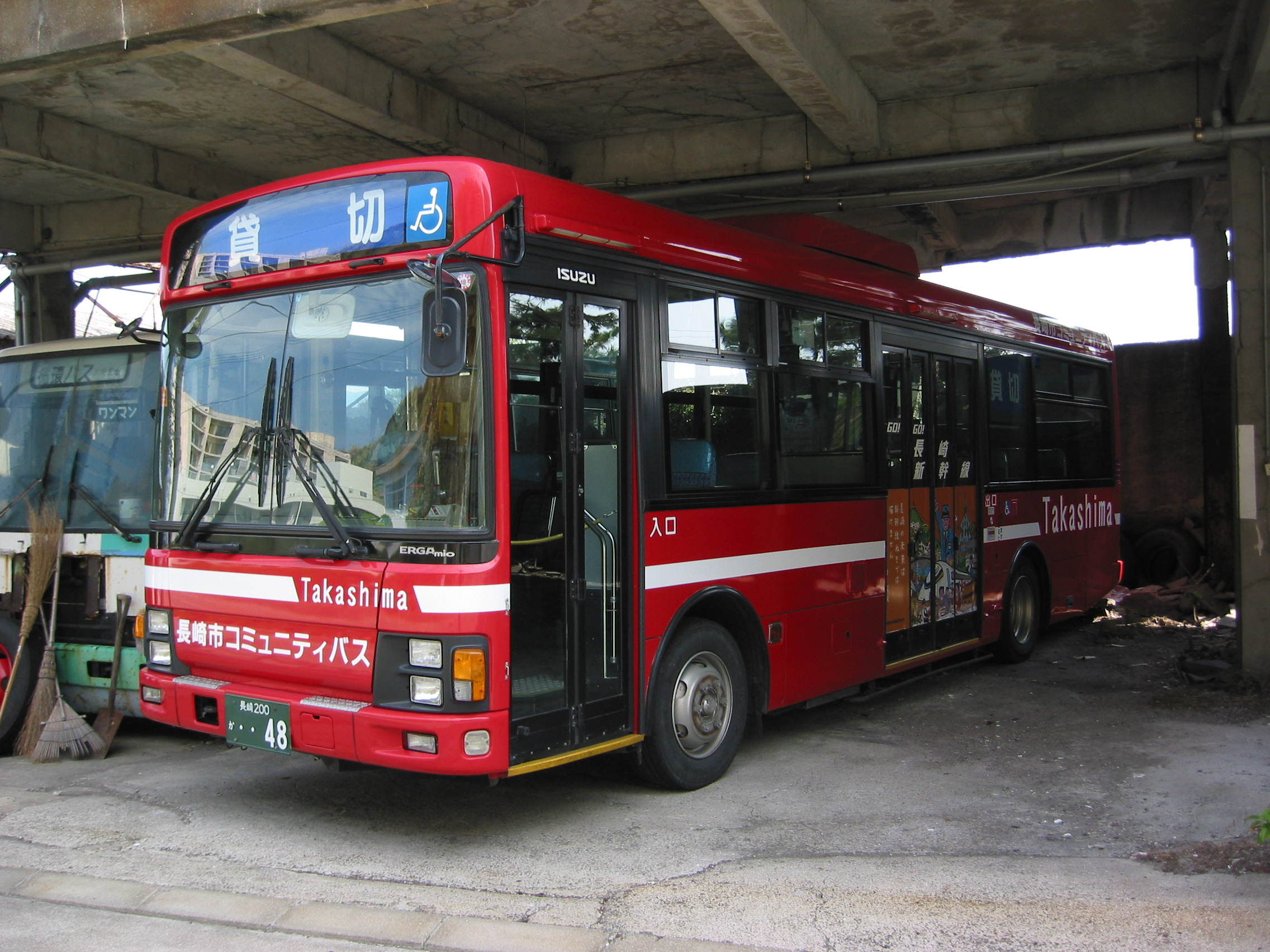
路線バスの車両
（長崎市コミュニティバス移行後）

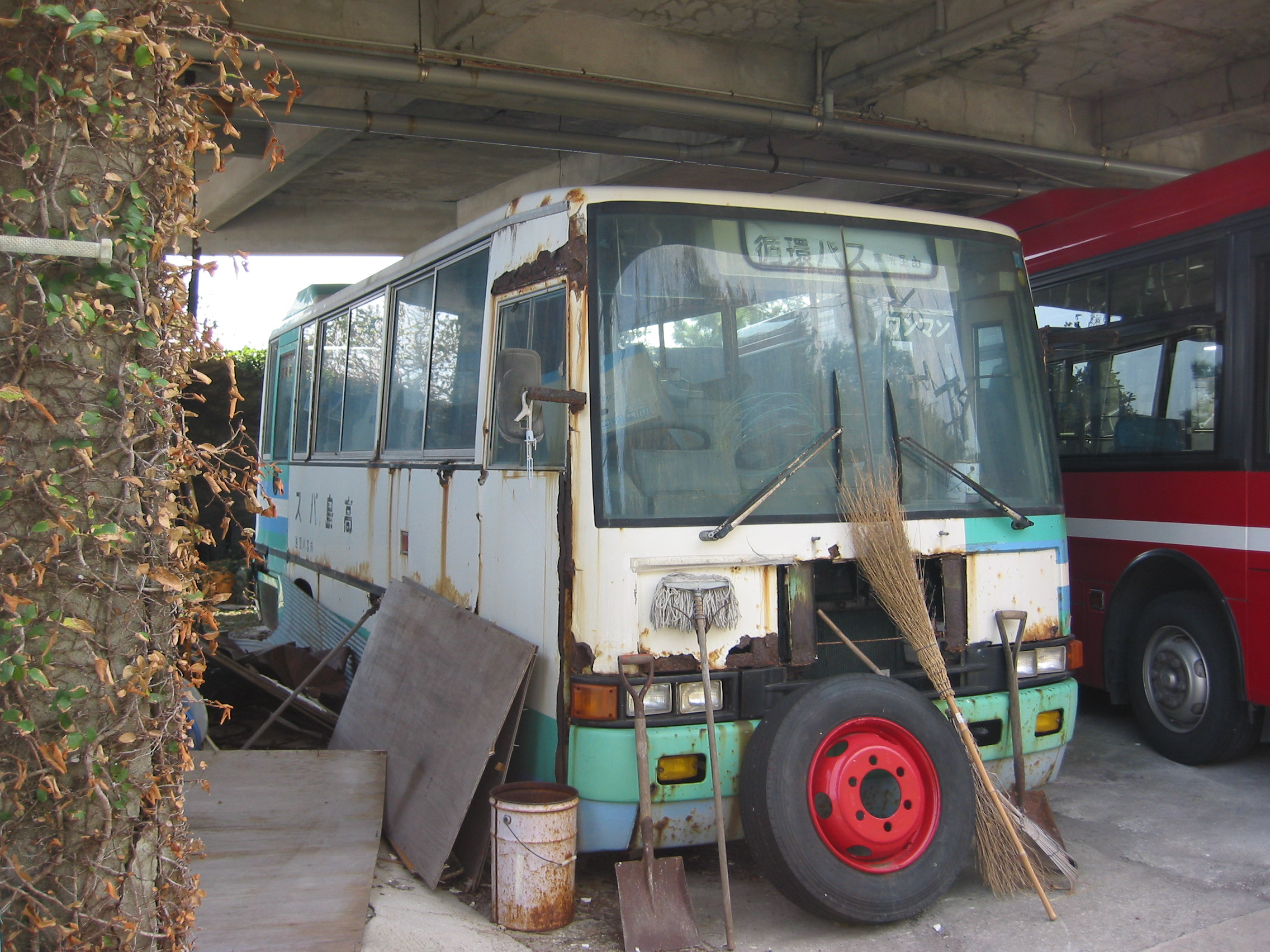
かつての路線バスの車両（廃車）

旧高島町時代の1963年（昭和38年）より高島島内において、炭鉱住宅と鉱業所、町立病院、連絡船発着場などを結ぶ路線バスを運行していた。1986年の時点では、車両は中型バス（いすゞCCM370）を使用し、80円の均一運賃で島内循環路線を運行。1986年11月の高島炭鉱閉山後の存続は危ぶまれたが、高島町の人口が急減する中にあっても運行を継続した。2005年（平成17年）1月4日の高島町の長崎市への編入合併に伴い、バス路線は長崎市のコミュニティバスとして引き継がれ、同市から当社が委託を受けて運行する形態となった。

## 路線
- 長崎市コミュニティバス高島線 - 営業所より高島港を経て島内を循環する路線1路線を運行。1月1日は全線運休する。運行本数は毎時1本程度。

- 車両は、2005年まで長崎市都心部循環線（「らんらん」）で使用されていた中型バスが転用されている。

## 運賃・乗車券等
- 1乗車100円。回数券（11枚綴り）が発売されている。
- 長崎市が発行する老人交通利用券・心身障害者交通利用券は利用可。
- 長崎スマートカードは利用不可。